# Mario Revollo Bravo
Mario Revollo Bravo, né le 15 juin 1919 à Gênes en Italie et décédé le 3 novembre 1995 à Bogota, était un cardinal colombien, archevêque de Bogota de 1984 à 1994.

## Biographie
Mario Revollo Bravo est né à Gênes où son père était consul colombien.

### Prêtre
Il est ordonné prêtre le 31 octobre 1943 par le cardinal Luigi Traglia pour le diocèse de Bogota.

### Évêque
Nommé évêque auxiliaire de Bogota le 13 novembre 1973 avec le titre d'évêque in partibus de Thinisa in Numidia, il est consacré le 2 décembre suivant par le cardinal Aníbal Muñoz Duque.
Le 28 février 1978, il est nommé archevêque de Nueva Pamplona avant de devenir archevêque de Bogota et évêque aux armées le 25 juin 1984.
Il se retire de son ministère d'évêque aux armées un an plus tard, le 7 juin 1985 et de celui d'archevêque de Bogota dix ans plus tard, le 27 décembre 1994, ayant alors atteint l'âge de 75 ans.

### Cardinal
Jean-Paul II le crée cardinal le 28 juin 1988 avec le titre de cardinal-prêtre de Saint-Barthélemy-en-l'Île (S. Bartolomeo all’Isola).

## Succession apostolique
Mario Revollo Bravo a ordonné les évêques suivants :
- Évêque Guillermo Álvaro Ortiz Carrillo (de) (1986)
- Évêque Enrique Sarmiento Angulo (de) (1986)
- Évêque Agustín Otero Largacha (de), O.A.R. (1986)
- Évêque Fabio Suescún Mutis (es) (1986)
- Cardinal Jorge Enrique Jiménez Carvajal, C.I.M. (1992)